# Caso Chocolate
La prensa argentina denominó «Caso Chocolate» a un caso de presunta corrupción que se desencadenó en septiembre de 2023, en el cual esta involucrada  la Legislatura de la Provincia de Buenos Aires.

## Hechos
El 9 de septiembre de 2023, en La Plata, Provincia de Buenos Aires, se llevaron a cabo transacciones en un cajero automático durante un período excepcionalmente prolongado, lo que generó sospechas entre los residentes y el personal bancario. La intervención de la policía reveló que se trataba de Julio Segundo Rigau, puntero del PJ. Además de los 48 dueños de las tarjetas, que deberán testificar a partir del 18 de octubre de 2023, están siendo investigadas 25 personas los nombres aparecen en un cuaderno donde Rigau hacía anotaciones de todo tipo y en declaraciones juradas de domicilio, utilizadas para activar contrataciones en la Cámara de Diputados bonaerense.

### El imputado
Julio Segundo Rigau, apodado Chocolate, es un electricista que se presentó como precandidato a concejal suplente en la lista del Partido Justicialista en 2019. Se le ha relacionado con diversos líderes políticos argentinos, aunque todos, incluyendo a personas como Gastón Harispe, han negado tener cualquier tipo de conexión con Rigau.
Se descubrió que Rigau estaba en posesión de cuarenta y ocho tarjetas de débito, cada una a nombre de una persona diferente, todas ellas vinculadas a la Cámara de Diputados de la provincia de Buenos Aires.
En ese mismo día, Rigau logró retirar $ 1 257 000, aprovechando al máximo el límite de $ 30 000 permitido por los cajeros automáticos como medida de seguridad. Esto implicaba que había agotado el límite de cuarenta y dos tarjetas y aún tenía seis disponibles para su uso.
Las tarjetas estaban registradas a nombre de individuos que aparentemente están recibiendo un salario de la legislatura bonaerense sin desempeñar ninguna función. Julio Rigau poseía estas tarjetas bancarias y retiraba dinero en efectivo a través de ellas. Se presume que estos fondos se utilizaron de manera opaca para financiar actividades políticas.
Hugo Wortman Jofre, quien ocupa el cargo de Presidente en la asociación Poder Ciudadano, declaró el 27 de septiembre en el canal de televisión La Nación+ que el proceso de cobrar contratos ficticios es una práctica común en la administración pública de la provincia de Buenos Aires.

## Causa judicial
La fiscal Betina Lacki fue asignada para encabezar la investigación en el marco del juzgado dirigido por el Juez Guillermo Atencio. Los poseedores de las tarjetas fueron convocados a prestar testimonio, y ninguno de ellos estaba al tanto de la clave de la tarjeta que llevaba su nombre. Uno de los titulares, de apellido Tozzi, afirmó que inicialmente había sido llamado para trabajar en la legislatura, pero finalmente no se le otorgó el empleo, y terminó por olvidar el asunto. A pesar de esto, cada mes se depositaba su salario correspondiente al supuesto contrato en una cuenta bancaria a su nombre, y la tarjeta vinculada estaba bajo la custodia de Rigau.
Pocos días después de que se iniciara la investigación, la Sala III de la Cámara de Apelaciones de La Plata anuló la causa debido a preocupaciones formales relacionadas con el procedimiento policial, argumentando que este había infringido la «libertad ambulatoria» y la «intimidad» del sospechoso, según los jueces Juan Alberto Benavides y Alejandro Villordo. Sin embargo, el juez Fernando Mateos disintió de esta decisión, sosteniendo que cerrar la causa podría provocar un «escándalo público» y que los hechos se ajustaban a lo establecido en la Convención de las Naciones Unidas contra la Corrupción. Aunque la causa fue posteriormente reabierta, esta anulación protege a Julio Rigau, excluyéndolo definitivamente del proceso.
El 29 de septiembre, el fiscal general de La Plata, Horacio Vigoglio, presentó una apelación ante la Cámara de Casación de La Plata contra el fallo de la Cámara de Apelaciones, lo que resultó en la reanudación de la investigación, dado que el recurso de apelación suspende los efectos de la resolución.

## Denuncia de López Murphy y actuación de la Suprema Corte de la Provincia
Unos días después de que la causa fuera anulada, el Diputado Nacional Ricardo López Murphy, junto con el intendente de Capitán Sarmiento Javier Iguacel y María Eugenia Talerico, candidata a senadora por la Provincia de Buenos Aires, presentaron una denuncia contra los Jueces Camaristas que habían cerrado el caso, Benavides y Villordo.  Esta denuncia llevó el asunto del «Caso Chocolate» a la atención de la Suprema Corte de Justicia de la Provincia, donde los auditores tendrán la responsabilidad de revisar el caso para determinar si la decisión de los jueces de anular la causa se ajustó a la ley. El caso fue reabierto por 

## Reacción de las autoridades de la Provincia
Entre estas figuras destacadas se encuentran el secretario administrativo de la Cámara de Diputados de la Provincia, Miguel Antonio de Lisi; el presidente de la Cámara, Federico Otermín; el exjefe de Gabinete de la Provincia, Martín Insaurralde, quien ya ha renunciado, y el Gobernador Axel Kicillof.